# 1991年ユニオン・スクエア駅脱線事故
1991年ユニオン・スクエア駅脱線事故（1991 Union Square derailment）は1991年8月28日の夜半過ぎにニューヨーク市地下鉄IRTレキシントン・アベニュー線の列車が14丁目-ユニオン・スクエア駅への進入時に脱線・大破した事故である。乗客のうち5人が亡くなり多数が重軽傷を負った。ニューヨーク市地下鉄で発生した事故としては1928年タイムズ・スクエア駅脱線事故以来最悪の事故となった。原因は運転士の飲酒とそれによる速度超過で、運転士は過失致死罪で投獄された。

## 事故
1991年8月28日午前0時12分頃、216名の乗客を乗せて10両編成で走行していた4系統レキシントン・アベニュー線急行列車が14丁目-ユニオン・スクエア駅手前の渡り線で脱線した。速度制限は毎時10マイル（時速16キロメートル）であったが、事故列車はおよそ5倍の速度で走行しており、自動列車停止装置でも停めきれなかった。先頭車両は真っ二つになり、二両目は急行線と緩行線の間の壁にぶつかって半分に折れ曲がり、他の3両も大破した。乗客5人はほぼ即死であった。トンネルの支柱も何本か折れ、地上では半インチ（1.1センチメートル）ほどの窪みができた 。ニューヨーク市地下鉄で発生した事故としては1928年にタイムズ・スクエア駅で起きた脱線事故以来最悪の事故となった

## 余波と捜査
事故の大音響はユニオン・スクエア駅のニューヨーク市交通警察分署にも届き、事故現場はホーム上で待機していた交通警察官2名からも見えたため、対応は早かった。事故はホームのすぐ近くで起きたため、ホーム上でトリアージが行われ、応急処置は駅の上層階で行われた。救出作業は狭く暑苦しい中で行われ、最後の乗客が助け出されたのは3時15分（もしくは3時45分）のことであった。最終的に乗客121名と救急隊員24名が病院に搬送され、うち乗客16名が重傷を負った。
運転士のロバート・E・レイは事故で負傷せず、自分で歩いて駅に行って名乗った後、救出作業中は公園のベンチに座っていた。その後、5時30分に自宅アパートに戻ったところを逮捕され、事故から13時間後の検査にもかかわらず血中アルコール濃度0.21%を示した。後にレイは乗務前に大量の飲酒をしており、事故当時は居眠りをしていたと供述した
裁判では、ブロンクス区内の数駅でオーバーランしていたこと、そして14丁目-ユニオン・スクエア駅に進入する際にブレーキをかけていなかったことが立証された。1992年10月15日、陪審は死亡した乗客5名に対する殺人罪では無罪としたが、第2級過失致死罪で有罪と評決し、懲役5-15年を宣告した。また、11月6日には同時に進められていた重傷を負った乗客26名に対する暴行罪についての裁判で評決が行われ、懲役1-7年の刑が追加された。レイは刑務所では素行がよかったため、模範囚として2002年4月に釈放された
この事故でレキシントン・アベニュー線は6日間にわたって区間運休となった。9月3日に現場検証が終わり、レイバー・デーの休日を返上して4日間昼夜兼行で破片の撤去や復旧工事が行われた。事故で大破したR62形のうち、5両（先頭車の1439と1440、中間車の1435、1436、1437）は解体処分された。その他、トンネルの支柱や線路2対、第三軌条1本、信号設備2式、分岐器2基とエアコンプレッサー室が破損した。
ニューヨーク・ニューズデイの記者らは事故報道で1992年のピューリッツァー賞 ニュース速報報道部門を受賞した。
事故後の1992年にニューヨークシティ・トランジット・オーソリティが委託して実施した調査では、レキシントン・アベニュー線を含むニューヨーク市地下鉄の信号には、最高速度で走行中の列車を非常停止させるためには配置間隔が狭すぎるものがあると指摘された。これは事故直後に事故調査官が指摘していたことを裏付けており、1995年にウィリアムズバーグ橋で追突事故が発生した際に再び事故原因として浮上することになった。またこの事故は、21世紀に入ってニューヨーク市地下鉄がCBTCと列車自動制御の導入を進めるきっかけとなった。

## 註
1. ↑  。1438号車は大きな損傷もなかったため、中間電動車から制御電動車に改造の上で、編成中で無傷だった1431-1434号車と共に運用に復帰した